# Hoji-Ya-Henda (Luanda)
Hoji-Ya-Henda és una comuna del municipi de Cazenga, a la província de Luanda. Deu el seu nom al guerriller angolès mort en combat Hoji-Ya-Henda.